# VOICE MAGICIAN III 〜ROAD TO ZION〜
『VOICE MAGICIAN III 〜ROAD TO ZION〜』（ヴォイス・マジシャン・スリー ロード・トゥ・ザイオン）は、2012年11月7日にトイズファクトリーから発売されたHAN-KUNの3枚目のオリジナルアルバム。

## 概要
- 2012年に発売された「VOICE MAGICIAN II 〜SOUND of the CARIBBEAN〜」から約2年4か月ぶりとなった。
- DISC-1には、シングル4作品とシングルのカップリング曲に加え、ライブDVD『MAGIC MOMENT SHOW CASE 2011』に付属されているCDに収録された楽曲やアルバムでの新曲などを収録。
- DISC-2には、HAN-KUNと交流のある大阪のサウンド・システムRED SPIDERが手がけたMIX CD「RED SPIDER MAGICIAN MIX」を収録。
- 完全限定生産盤には初回限定BOX、SPECIAL PV MIX DVD、オリジナルタオル、ヒストリーブック、ボックスハンドを付属。初回限定封入特典として「HAN-KUN LIVE TOUR 2013 LEGEND 〜ROUD TO ZION〜」の全国ツアー先行予約シート、同年7月11日に発売されたシングル「JOYFUL DAYS」とのW購入者応募抽選ハガキ、オリジナルステッカーを封入。

## 収録曲

### CD
1. INTRO
2. ROAD TO ZION
作詞・作曲・編曲 - HAN-KUN
本作のリードトラック曲。アルバムのサブタイトルにもなっている。
3. FIRE AGAIN
作詞・作曲・編曲 - HAN-KUN
4. EXPLOSION
作詞・作曲・編曲 - HAN-KUN
5. RIDE ON NOW
作詞・作曲・編曲 - HAN-KUN
5thシングルの2曲目。
6. POSSIBLE
作詞・作曲・編曲 - HAN-KUN
5thシングルの1曲目。
7. JOYFUL DAYS
作詞・作曲・編曲 - HAN-KUN
6thシングル。
8. FOREVER…
作詞・作曲・編曲 - HAN-KUN
9. レゲラバッ!!
作詞・作曲・編曲 - HAN-KUN
10. MAGIC MOMENT
作詞・作曲・編曲 - HAN-KUN
ライブDVD『MAGIC MOMENT SHOW CASE 2011』付属CDに収録。
11. HOLD YOU
作詞・作曲・編曲 - HAN-KUN
12. LYRICAL SOLDIER
作詞・作曲・編曲 - HAN-KUN
13. INFORMER
作詞・作曲 - HAN-KUN / 編曲：HAN-KUN、CHICA (CHICA meets SOULFIRE)
14. UNDYING LOVE
作詞・作曲 - TELA-C、HAN-KUN / 編曲 - TELA-C
6thシングルのカップリング曲。
15. Don't Give Up Yourself!!
作詞・作曲・編曲 - HAN-KUN
4thシングル。
16. NOT AN EASY ROAD
作詞・作曲 - HAN-KUN / 編曲 - HAN-KUN、CHICA (CHICA meets SOULFIRE)
テレビ朝日系『ポータル ANNニュース&スポーツ』11月度エンディングテーマ。

### MIX CD
- RED SPIDER MAGICIAN MIX

1. VOICE MAGICIAN ANTHEM
2. Big Things A Gwaan / SWEETSOP greetings HAN-KUN
5thシングル「POSSIBLE/RIDE ON NOW」のカップリング曲。
3. REQUEST
1stアルバム「VOICE MAGICIAN」に収録。
4. RUN DI PLACE
5thシングル「Don't Give Up Yourself!!」のカップリング曲。
5. TOUCH THE SKY
3rdシングル。
6. HOTTER THAN HOT
1stアルバム「VOICE MAGICIAN」に収録。
7. FIRE BURNING
2ndアルバム「VOICE MAGICIAN II 〜SOUND of the CARIBBEAN〜」に収録。
8. TREASURE HUNTER
2ndアルバム「VOICE MAGICIAN II 〜SOUND of the CARIBBEAN〜」に収録。
9. SAIKOH
1stアルバム「VOICE MAGICIAN」に収録。
10. BIG IT UP!!
2ndアルバム「VOICE MAGICIAN II 〜SOUND of the CARIBBEAN〜」に収録。
11. REGGAE MAN
1stアルバム「VOICE MAGICIAN」に収録。
12. MAGIC MOMENT
13. BURN OUT
6thシングル「JOYFUL DAYS」のカップリング曲。
14. BADDAZ
2ndアルバム「VOICE MAGICIAN II 〜SOUND of the CARIBBEAN〜」に収録。
15. 乱舞 inna Dancehall
2ndシングル「Don't Cry」のカップリング曲。
16. KEEP IT BLAZING
1stシングル。
17. 友達
1stアルバム「VOICE MAGICIAN」に収録。
18. DREAMER
2ndアルバム「VOICE MAGICIAN II 〜SOUND of the CARIBBEAN〜」に収録。
19. JOURNEY
1stアルバム「VOICE MAGICIAN」に収録。
20. T.R.Y.
1stアルバム「VOICE MAGICIAN」に収録。
21. TRUST ME
1stアルバム「VOICE MAGICIAN」に収録。
22. BEAUTIFUL DAYS
TSUTAYA限定チャリティマキシシングル。